# العروس القاتل
العروس القاتل (بالإنجليزية: The Killer Bride)‏ هي مسلسل تلفزيوني فلبيني تم بثه على أي بي إس-سي بي إن في عام 2019.

## روابط خارجية
- العروس القاتل على موقع IMDb (الإنجليزية)
- العروس القاتل على موقع كينوبويسك (الروسية)
- العروس القاتل على موقع قاعدة بيانات الفيلم (الإنجليزية)